# Королівство Сербів, Хорватів і Словенців
Королівство Сербів, Хорватів і Словенців (КСХС; сербохорв. Краљевина Срба, Хрвата и Словенаца / Kraljevina Srba, Hrvata i Slovenaca, словен. Kraljevina Srbov, Hrvatov in Slovencev, KSHS) — історична держава на Балканському півострові. Утворено 1 грудня 1918 року внаслідок об'єднання Сербії, Чорногорії і Держави Словенців, Хорватів і Сербів. 6 січня 1929 року, після встановлення в державі диктатури, реорганізовано в Королівство Югославія.

## Історія
Ідея створення єдиної південнослов'янської держави зародилася на рубежі XIX—XX століть. Внаслідок Першої світової війни Австро-Угорщина зазнала поразки і розпалася. На території південнослов'янських земель Австро-Угорщини утворилася Держава Словенців, Хорватів і Сербів. Під загрозою вторгнення італійських військ вона звернулася по допомогу до Сербії.
1 грудня 1918 року було створено єдину державу, до якої увійшли території Словенії, Хорватії, Боснії і Герцеговини, Сербії і Чорногорії, з краями Косово, Воєводина і Вардарська Македонія, що були частинами Сербії. Його королем став сербський монарх Петро I Карагеоргієвич, а столиця була перенесена в Белград.
Незважаючи на реалізацію довгоочікуваної ідеї об'єднання, нова держава не була міцною. Економічний розвиток багатьох областей дуже сильно відрізнявся. Так, найбільш економічно розвиненою була територія Словенії. Також існували міжетнічні суперечності — серби становили лише близько половини населення країни, але при цьому переважали в правлячих і економічних колах, що викликало невдоволення інших народів. Також досить високим був відсоток неписьменності, який, утім, залежав від конкретного регіону (найменший — у Словенії, найбільший — у Боснії).

У 1921 році Установча скупщина Королівства Сербів, Хорватів і Словенців прийняла конституцію, названу «Відовданською», яка передбачала цілу низку демократичних свобод. Після її прийняття Олександр Карагеоргієвич став королем. Проте вже в 1921—1929 роках була прийнята низка заходів щодо обмеження діяльності політичних партій. Прийнятий 1 серпня 1921 року закон «Про захист держави», що заборонив діяльність Компартії і анулював 58 мандатів депутатів-комуністів. Влітку 1923 року Народна скупщина відправила до суду у відповідність із цим законом керівництво Хорватської республіканської селянської партії, а сама партія була заборонена. Влада проводила реакційну політику, викликаючи все більше невдоволення у населення. У 1928 році прямо в будівлі парламенту був убитий хорватський політик Степан Радич. Унаслідок, 6 січня 1929 року король розпустив парламент, скасував конституцію і встановив королівську диктатуру («Диктатура 6 січня») до 1931 року, а країна була перейменована в «Королівство Югославія».

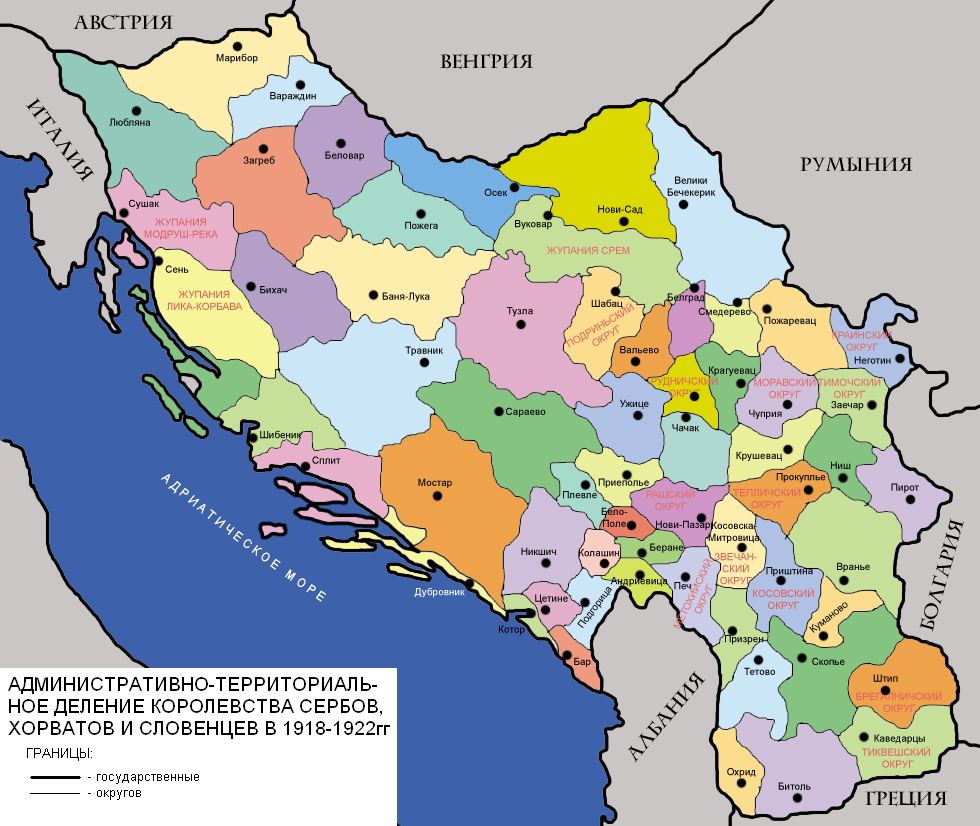
округи 1918-1922
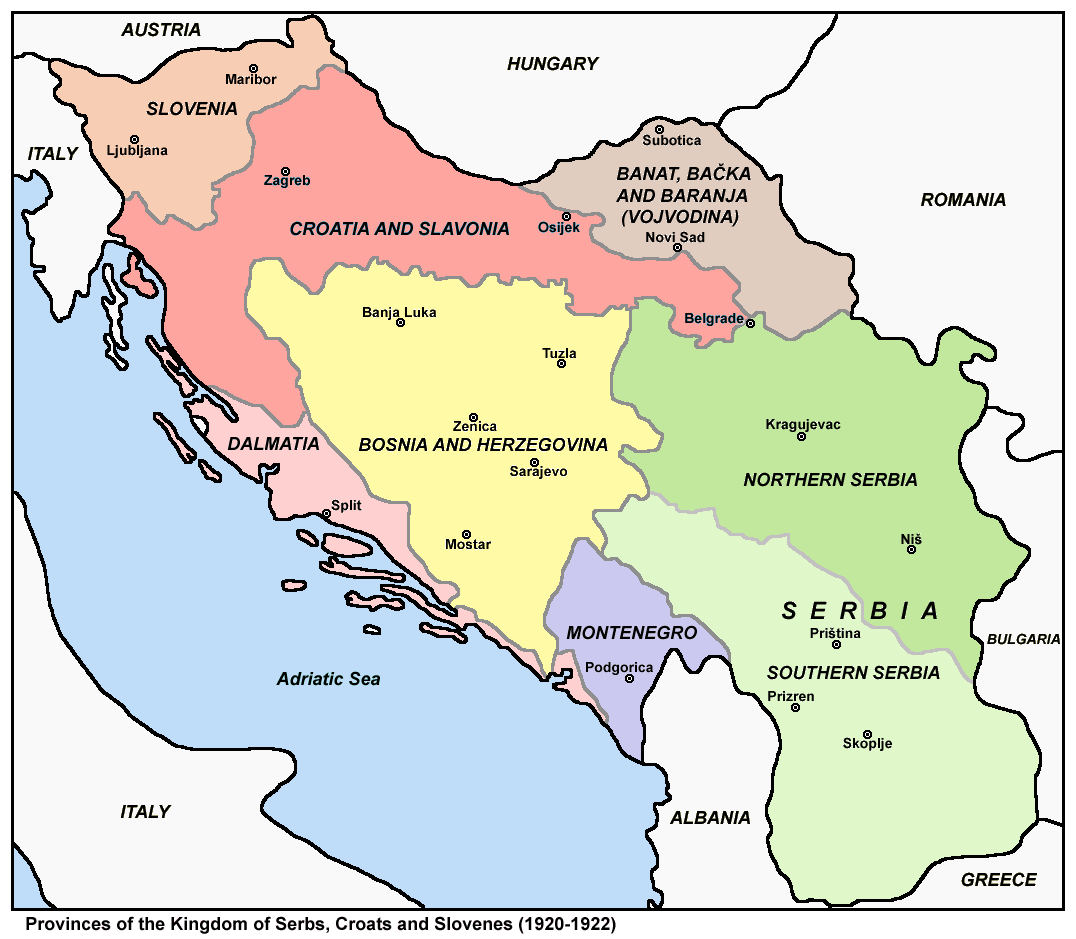
провінції (одиниці першого рівня) 1920-1922
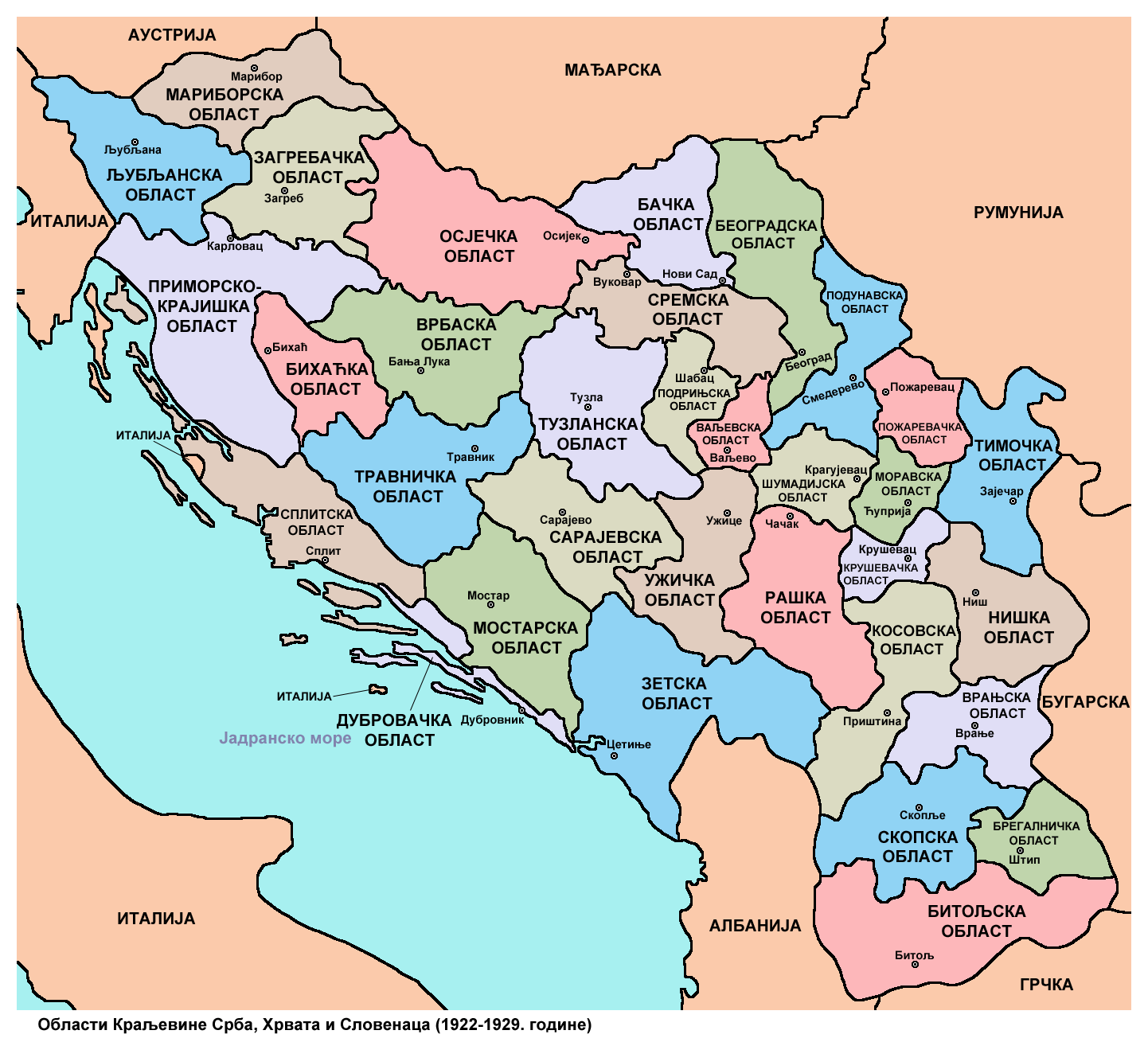
області 1922-1929